# Parafia Dzieciątka Jezus w Burleigh Heads
Parafia Dzieciątka Jezus w Burleigh Heads – parafia rzymskokatolicka, należąca do archidiecezji Brisbane.
Przy parafii funkcjonuje katolicka szkoła podstawowa "Marymount Primary" i katolicki Marymount College.